# UFC on Fox 1: Velasquez vs. Dos Santos
UFC on Fox 1: Velasquez vs. dos Santos war eine Mixed-Martial-Arts-Veranstaltung der UFC am 12. November 2011 im Honda Center in Anaheim, California, USA. Es war das am meisten geschaute MMA Event mit 5,7 Millionen (8,8 Millionen beim Hauptkampf) in den USA. Zudem war es auch das Debüt beim US-amerikanischen Sender Fox Network.

## Resultate
| Hauptkampf         | Hauptkampf        | Hauptkampf | Hauptkampf         | Hauptkampf                                   | Hauptkampf | Hauptkampf | Hauptkampf                                                                    | Hauptkampf |
| Gewichtsklasse     |                   |            |                    | Methode                                      | Runde      | Zeit       | Notiz                                                                         |            |
| ------------------ | ----------------- | ---------- | ------------------ | -------------------------------------------- | ---------- | ---------- | ----------------------------------------------------------------------------- | ---------- |
| Schwergewicht      | Junior dos Santos | besiegte   | Cain Velasquez (c) | KO (Schläge)                                 | 1          | 1:04       | UFC Schwergewichts Titelkampf                                                 |            |
| Vorkämpfe          |                   |            |                    |                                              |            |            |                                                                               |            |
| Leichtgewicht      | Ben Henderson     | besiegte   | Clay Guida         | Entscheidung (Einstimmig, 30:27;30:27;30:28) | 3          | 5:00       |                                                                               |            |
| Federgewicht       | Dustin Poirier    | besiegte   | Pablo Garza        | Aufgabe (D'Arce chock)                       | 2          | 1:32       |                                                                               |            |
| Federgewicht       | Ricardo Lamas     | besiegte   | Cub Swanson        | Aufgabe (arm triangle choke)                 | 2          | 2:16       |                                                                               |            |
| Weltergewicht      | DaMarques Johnson | besiegte   | Clay Harvison      | KO (Schläge)                                 | 1          | 1:34       |                                                                               |            |
| Bantamgewicht      | Darren Uyenoyama  | besiegte   | Norifumi Yamamoto  | Entscheidung (Einsitmmig, 30:27;30:26;30:27) | 3          | 5:00       |                                                                               |            |
| Federgewicht       | Mackens Semerzier | no contest | Robbie Peralta     | (Unabsichtlicher Kopfstoß)                   | 3          | 1:54       | Ursprünglich Sieg für Peralta, Ergebnis im Nachhinein durch CSAC geändert     |            |
| Bantamgewicht      | Alex Caceres      | besiegte   | Cole Escovedo      | Entscheidung (Einstimmig, 30:27;30:27;30:27) | 3          | 5:00       |                                                                               |            |
| Weltergewicht      | Mike Pierce       | besiegte   | Paul Bradley       | Entscheidung (Geteilt, 29:28;30:27;28:29)    | 3          | 5:00       |                                                                               |            |
| Halb-Schwergewicht | Aaron Rosa        | besiegte   | Matt Lucas         | Entscheidung (Mehrheit, 28:28;30:26;30:26)   | 3          | 5:00       | Punktabzug für Lucas wegen wiederholten Verlieren des Mundschutzes (2. Runde) |            |